# Łukasziwka (rejon łozowski)
Łukasziwka (ukr. Лукашівка) – wieś na Ukrainie, w obwodzie charkowskim, w rejonie łozowskim, w hromadzie Błyzniuky. W 2001 liczyła 558 mieszkańców, spośród których 533 wskazało jako ojczysty język ukraiński, 16 rosyjski, 7 ormiański, a 2 inny.